# Кабищер, Валентин Моисеевич
Валентин Моисеевич Кабищер (19 августа 1930, Ленинград — 16 января 2020, Санкт-Петербург) — советский гребец, советский и российский тренер по академической гребле.  Заслуженный тренер РСФСР (1983).

## Биография
Родился в Ленинграде в 1930 году. С юных лет выступал за гребной клуб «Красное Знамя» и ДСО «Спартак» в Ленинграде. Тренировался под руководством А. С. Ермолаева, А. Н. Линтропа и А. К. Пашукевича. Чемпион Ленинграда (1950) и первенства ДСО «Спартак». Выполнил норматив на звание мастера спорта СССР.
Окончил Ленинградский государственный университет в 1954 году и Ленинградский государственный педагогический институт имени А. И. Герцена в 1957 году.
До начала тренерской деятельности работал школьным учителем. Тренер гребной базы «Спартак» (Ленинград) в 1957—1970 гг. Был организатором и тренером ленинградской СДЮШОР «Буревестник» по академической гребле в 1971—1998. С 1998 года — тренер в ДСО «Буревестник» и «Знамя».
Среди его подопечных — олимпийский чемпион А. Сема, призёр чемпионата мира С. Шевченко, а также другие известные гребцы Б. Смирнов, С. Андреев, В. Гребнев, А. Герасимов.
В 1983 году за свои успехи в деле подготовки спортсменов был удостоен почётного звания «Заслуженный тренер РСФСР».